# 崎山次郎右衛門
崎山 次郎右衛門（さきやま じろうえもん、慶長16年（1611年） - 貞享5年8月4日（1688年8月29日））は、江戸時代前期の漁師。名は安久。屋号は大納屋。

## 経歴・人物
紀州藩領紀伊国有田郡広村の人。
地元紀州で漁業を営んでいる際、海難に遭い、下総国海上郡飯沼村や高神村の人々に助けられる。助けられた恩返しから明暦2年（1656年）飯沼村に移り住み、マカセ網漁と呼ばれる漁法でイワシ漁を始め、万治元年（1658年）と寛文元年（1661年）の2期にわたって高神村の外川浦に港を造る（外川漁港）。また、次郎右衛門は故郷から多くの漁師を呼び寄せ、漁業と海運を営み、当時の盛況ぶりは「外川千軒大繁昌」と語り継がれている。延宝3年（1675年）帰郷し、貞享5年8月4日（1688年8月29日）没。外川の大杉神社境内に碑が奉られている。